# Museo della strumentazione e informazione cristallografica
Il museo della strumentazione e informazione cristallografica si trova presso la sede di Roma dell'Istituto di cristallografia del CNR, sita presso l'Area della Ricerca di Montelibretti.

## Descrizione
Il museo è stato ideato e realizzato dall'ingegnere Fausto D'Aprile presso la sede di Roma dell'Istituto di Cristallografia del CNR. Al suo interno conserva materiale risalente agli inizi del XX secolo. Il museo è suddiviso in tre sezioni:
- la sezione strumentazioni conserva strumenti ed apparecchi originali tra cui: diffrattometri automatici utilizzati per le polveri ed i cristalli singoli; goniometri di Weissemberg, Buerger, Guinier de Wolff; varie camere per diffrazione; goniometri ottici, microscopi ottici  e elettronici; microdensitometri; goniocomparatori; criostati; spettrometri; altri strumenti elettronici, dispositivi ed accessori per analisi ai raggi X;[1]
- la sezione documentazione che, oltre alla documentazione scientifico-tecnica, consta di un archivio storico, delle pubblicazioni del secolo scorso e dei fondi archivistici dei professori Giordano Giacomello ed Alessandro Vaciago con loro materiale didattico;[1]
- la sezione galleria fotografica raccoglie foto di vecchi e nuovi strumenti cristallografici.[1]

Il museo ha fornito competenze, strumenti e documentazione scientifica  per costituire presso il dipartimento di Chimica e Tecnologie del Farmaco (CTF) dell'Università La Sapienza di Roma una mostra permanente dedicata alla figura e all'opera di Giordano Giacomello e alla sua scuola.
La mostra, curata da Fausto D'Aprile, permette di seguire un itinerario storico-scientifico della chimica italiana del '900, di cui Giacomello è stato una delle figure più rappresentative.